# Michel Zéraffa
Michel Zéraffa, né le 29 janvier 1918 à Nice et mort le 26 novembre 1983 à Paris, est un romancier, critique littéraire, essayiste et traducteur français.

## Biographie
Il a été chargé de recherche au CNRS à partir de 1957.
Il a été critique littéraire aux Lettres françaises, au périodique Observateur et aux Lettres nouvelles. Zéraffa a traduit notamment des œuvres d'Alexander Werth et d'Henry James.
Ses derniers ouvrages (notamment Roman et société, 1971) constituent des contributions à la sociologie de la littérature.

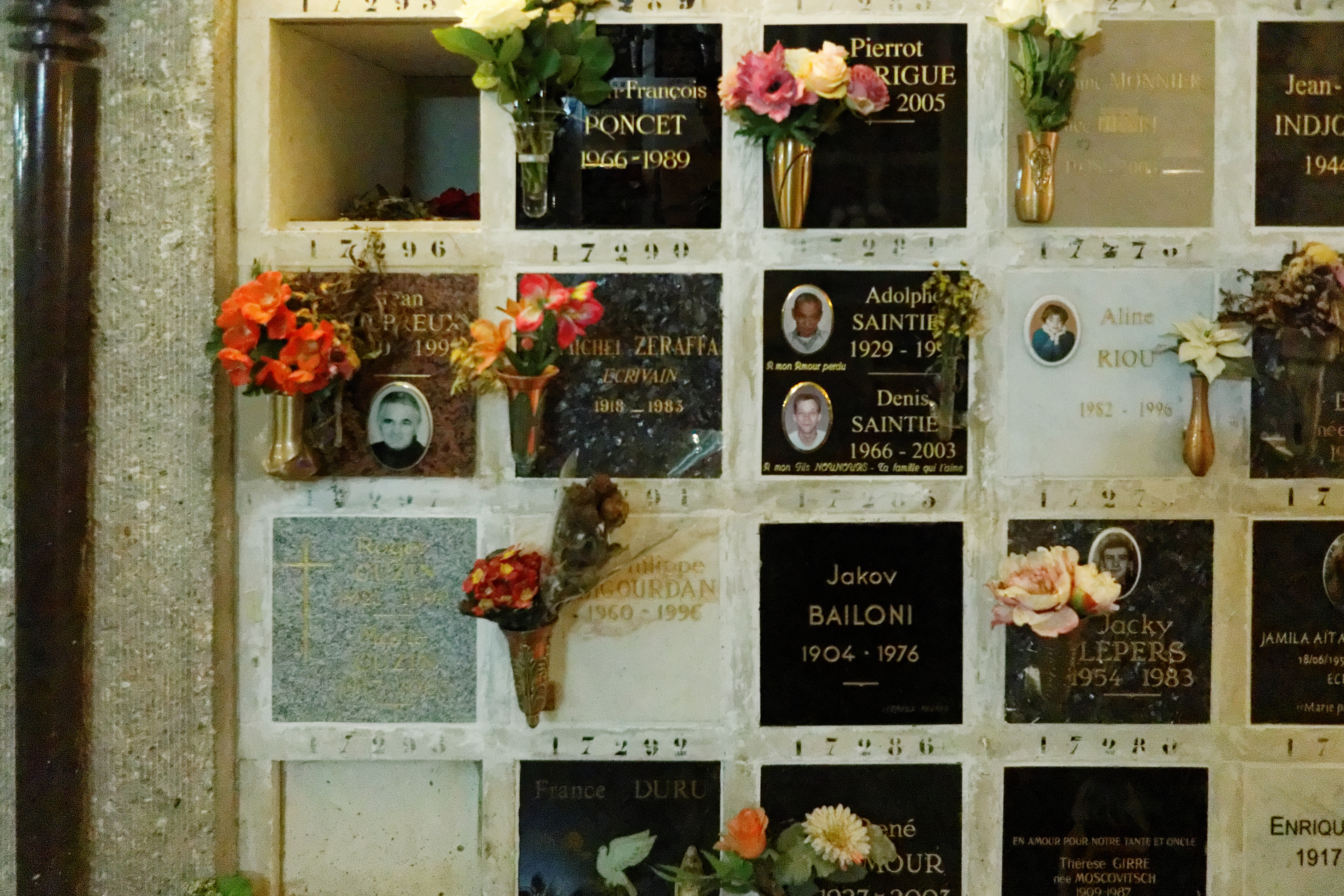
Case funéraire de Michel Zéraffa au cimetière du Père-Lachaise (division 87).

Il est inhumé au columbarium du Père-Lachaise (case 17 290).

## Principales publications
- Le Temps des rencontres, roman, Paris, Albin Michel, 1948.
- L'Écume et le sel, roman, Paris, Albin Michel, 1950.
- Le Commerce des hommes, roman, Paris, Albin Michel, 1952.
- Les Doublures, roman, Paris, Albin Michel, 1958.
- Personne et personnage – Le romanesque des années 1920 aux années 1950, Paris, Klincksieck, 1969.
- Roman et société, Paris, Presses universitaires de France, 1971.
- Métro aérien, roman, Paris, Christian Bourgois, 1976  (ISBN 2-267-00011-3)
- Préface des Nouvelles Histoires extraordinaires, Edgar Allan Poe